# 結婚同窓会 〜SEASIDE LOVE〜
『結婚同窓会 〜SEASIDE LOVE〜』（けっこんどうそうかい シーサイド・ラブ）は、フジテレビ制作、2012年7月13日から8月17日まで毎週金曜日の23:00 - 23:50にフジテレビTWOで放送された日本のテレビドラマ。主演は大政絢。

## あらすじ
主人公、海音（みおん） 25歳は、仕事も恋愛も周りの人より損はしたくないタイプ。オシャレな生活にあこがれて東京のブランドショップで働いているものの、暮らしは決して楽ではない。ある日参加した合コンで狙っていた医師に「住む世界が違う」とコケにされ、さらに会社で異動命令が…。落ち込む海音のもとに、中学校の同窓会への招待状が届く。

## キャスト
- 相羽 海音（あいば みおん） - 大政絢（中学生時代：秋本帆華）
- 本田 竜生（ほんだ りゅうせい） - 福士誠治（中学生時代：鈴木達也）
- 宮本 遥冬（みやもと はると） - 桐山漣（中学生時代：栗原大河）
- 夏目 蓮花（なつめ れんか） - 波瑠（中学生時代：大友花恋）
- 嶺沢 悠姫（みねさわ ゆうき） - 佐藤ありさ（中学生時代：小松もか）
- 潮木 奏太（うしき そうた） - 小澤雄太（中学生時代：鈴木昂秀）
- 仲井戸 健（なかいど けん） - 春日俊彰（中学生時代：大迫葵）

## スタッフ
- 脚本 - 大野敏哉
- プロデューサー - 長澤佳也（リアルプロダクツ）
- プロデュース - 東康之（フジテレビ）
- 演出 - 小林和紘（FCC）
- 音楽 - MAYUKO、末廣健一郎
- 製作 - 大多亮
- 企画 - 手塚久、岡崎洋三
- 制作協力 - リアルプロダクツ
- 制作著作 - フジテレビ

## 主題歌
- 三代目 J Soul Brothers「Kiss You Tonight」（rhythm zone）

## 放送日程
| 各話  | 放送日        | サブタイトル       | 放送時間      |
| ----- | ------------- | ------------------ | ------------- |
| 第1話 | 2012年7月13日 | 栄光の7人、再会    | 23:00 - 23:45 |
| 第2話 | 2012年7月27日 | 結婚するなら、誰？ | 23:00 - 23:50 |
| 第3話 | 2012年8月3日  | 本当に好きな、人   | 23:00 - 23:50 |
| 第4話 | 2012年8月10日 | 友情より、恋       | 23:00 - 23:40 |
| 第5話 | 2012年8月17日 | 結婚、したい       | 23:00 - 24:00 |